# استارایا اوترادا
استارایا اوترادا (انگلیسی: Staraya Otrada) یک شهرک در شهرستان کویورگازینسکی جمهوری باشقیرستان در کشور روسیه است.